# Mykanów
Mykanów is een dorp in het Poolse woiwodschap Silezië, in het district Częstochowski. De plaats maakt deel uit van de gemeente Mykanów.

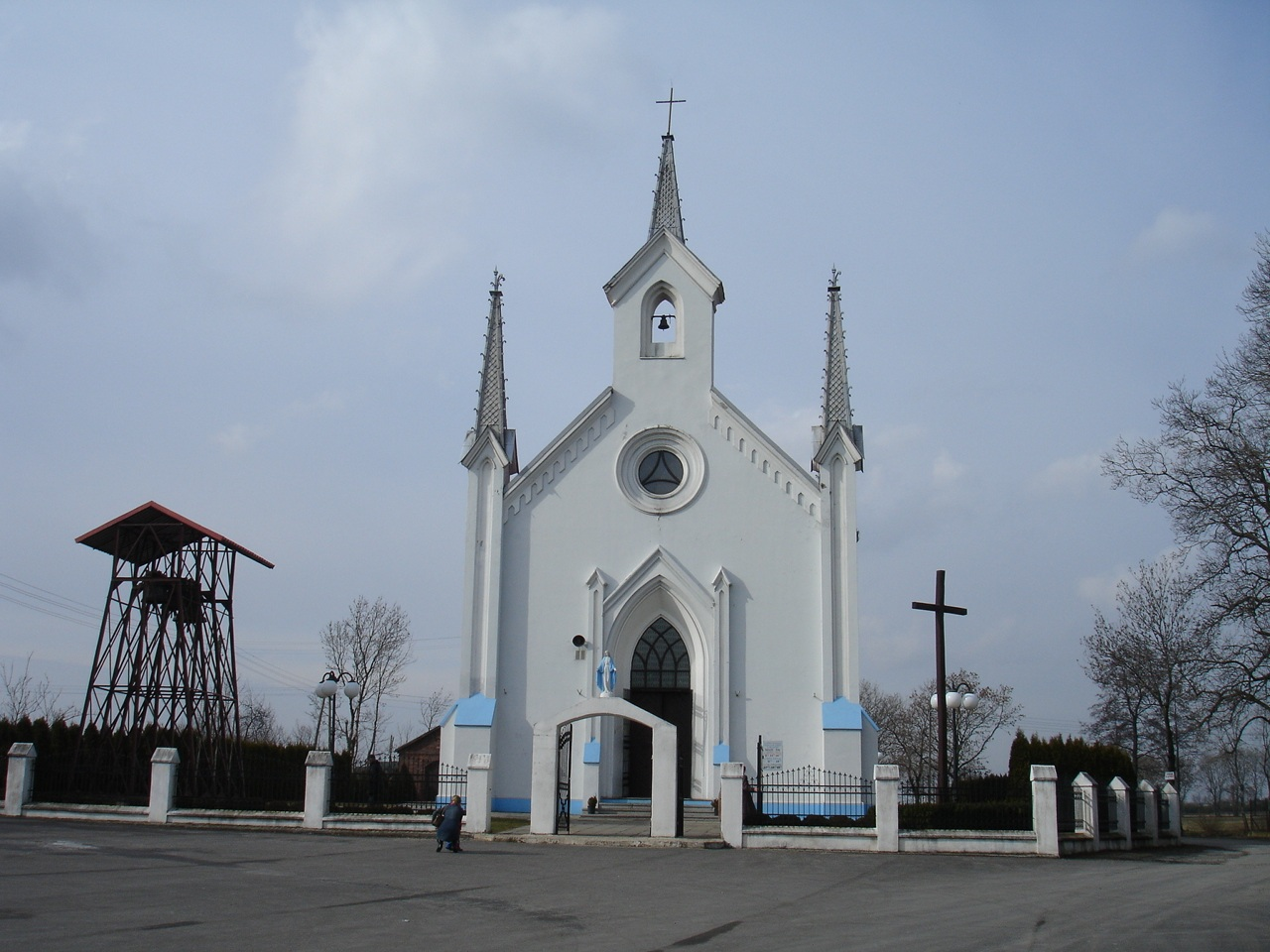
kościół w Mykanowie